# Pete Sampras
Petros "Pete" Sampras (Washington D. C., 12 de agosto de 1971) es un extenista estadounidense. En su carrera ganó catorce torneos Grand Slam de forma individual, siendo la cuarta mejor marca de la historia detrás de Novak Djokovic, Rafael Nadal, y Roger Federer. Acumuló 286 semanas como número uno del ranking ATP, siendo la tercera mejor marca de la historia, solo superada por Djokovic y Federer. Además, terminó seis años consecutivos en el primer lugar del ranking ATP, siendo este último récord solamente superado por Djokovic (aunque no consecutivamente) al término del año 2021.
Es uno de los siete jugadores que han logrado ganar siete veces un mismo Grand Slam, logrando este récord en el Campeonato de Wimbledon. Ganó el Abierto de Estados Unidos cinco veces y el Abierto de Australia dos veces, mientras que alcanzó solamente una semifinal en el Torneo de Roland Garros.
Sampras obtuvo once títulos de ATP Masters Series, entre ellos tres en Miami y Cincinnati, y uno en Roma, y alcanzó diecinueve finales. También conquistó cinco ediciones del ATP Tour World Championships.
Sampras es considerado uno de los mejores tenistas de todos los tiempos. Sus duelos con su compatriota Andre Agassi ayudaron en su época a levantar el interés del público por el tenis y sembraron una apasionante rivalidad.

## Biografía
Petros Sampras es el tercer hijo de Sammy y Georgia Sampras, dos inmigrantes griegos, que llegaron a Estados Unidos por los problemas políticos de su país. Ya desde temprana edad, mostró extraordinarias cualidades atléticas. Tras descubrir una raqueta en el sótano, pasaba horas golpeando una pelota contra un frontón. En 1974 su familia se mudó a Palos Verdes (California), donde el clima más benigno le permitía más tiempo para jugar al tenis.
La familia se inscribió en el Peninsula Racquet Club, donde la habilidad de Sampras se hizo evidente. A los diez años, ya había incorporado a su juego el sólido servicio, su garra y las voleas que serían una marca registrada a lo largo de toda su carrera.

## Carrera
La carrera de Sampras en el circuito profesional empezó en 1988. Su primera victoria en un torneo ocurrió en 1990 en la moqueta de Filadelfia, derrotando en la final al ecuatoriano Andrés Gómez, quien ese mismo año conquistó el Torneo de Roland Garros. Su primera victoria en un torneo de Grand Slam fue en el Abierto de los Estados Unidos de 1990, donde derrotó entre otros a Ivan Lendl, John McEnroe y en la final a un joven y prometedor Andre Agassi. Con diecinueve años y veintiocho días, Sampras se convirtió en el jugador de menor edad en obtener el título masculino en el Abierto de los Estados Unidos.
En 1991 Sampras conquistó cinco títulos incluyendo su primer ATP Tour World Championships (equivalente al actual ATP World Tour Finals) en Fráncfort. En 1992 alcanzó la final del Abierto de los Estados Unidos, donde perdió con el sueco Stefan Edberg. También fue parte del equipo campeón de Copa Davis de ese año.
En abril de 1993, alcanzó el número uno del mundo en el ranking ATP. Ese mismo año conquistó el primero de sus siete títulos en Wimbledon derrotando en la final a su compatriota Jim Courier. Allí se inició una racha de siete campeonatos de Wimbledon en ocho años. Finalizó la temporada como el claro número uno del mundo con una plusmarca de más de mil aces.
En 1994 conquistó diez torneos, incluyendo el Masters de Roma (su único título de polvo de ladrillo de esta categoría), Wimbledon (derrotando en la final a Goran Ivanišević) y el ATP Tour World Championships en Fráncfort.
En 1995 ganó cinco títulos, incluyendo su tercer Wimbledon (derrotó a Boris Becker), tras haber perdido en la final del Abierto de Australia de ese año frente a Agassi. Ese año se convirtió en el primer jugador en sobrepasar los cinco millones de dólares en premios. Fue la gran figura en su tercera final de Copa Davis, derrotando a los favoritos rusos en la lenta pista del Estadio Olímpico de Moscú. Primero venció en un apasionante partido a Andréi Chesnokov por 6-4 en el quinto set (tras cojear durante parte del partido, luego del punto que le dio el partido, Sampras cayó en el suelo víctima de fuertes calambres y debió ser ayudado a salir de la cancha y no pudo estrechar manos con Chesnokov). Después logró una sorprendente victoria junto a Todd Martin en el dobles y coronó la serie con una victoria en individuales sobre Yevgeny Kafelnikov.

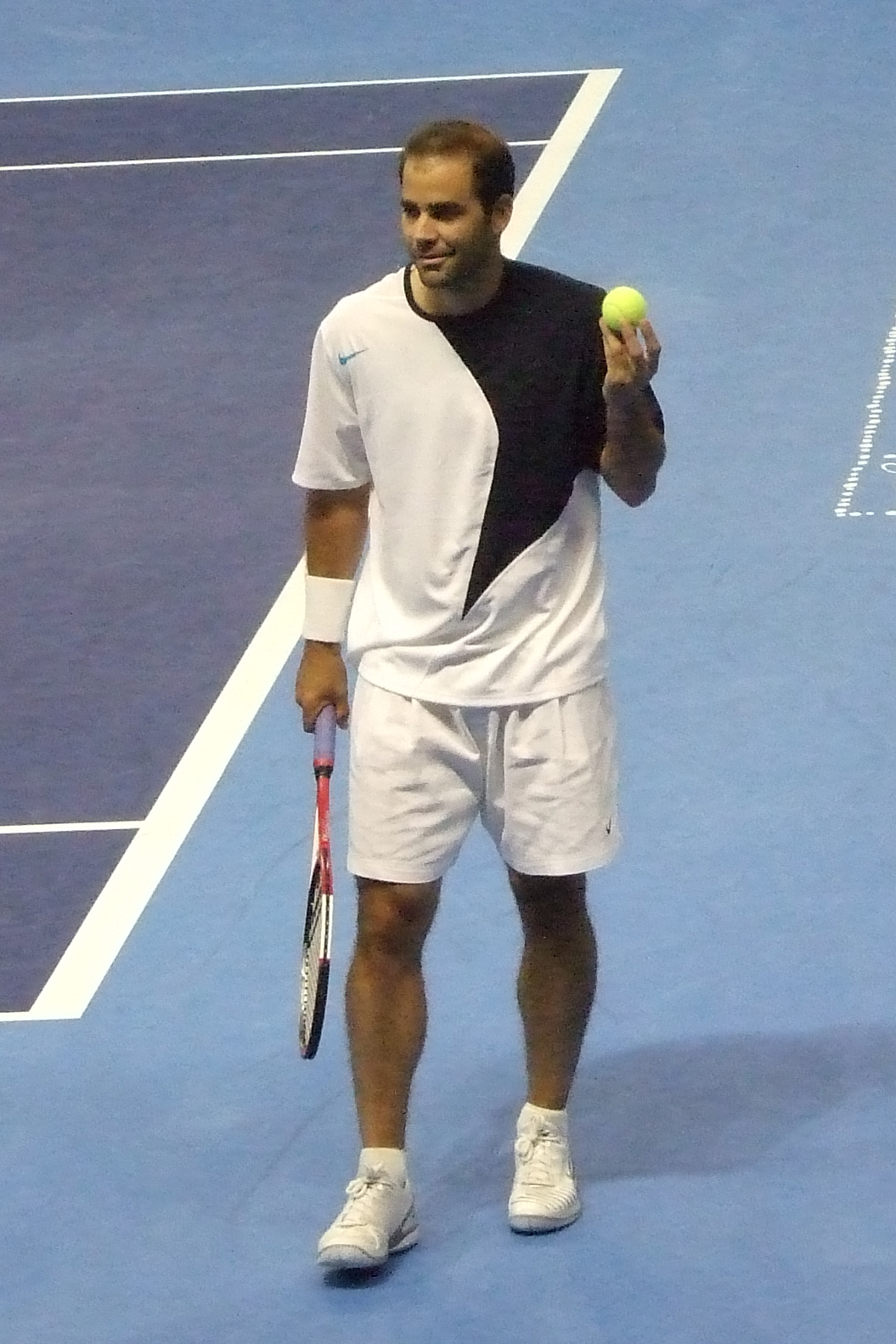
Pete Sampras en la Champions Cup Boston de 2007

En 1996 consiguió llegar hasta las semifinales del Torneo de Roland Garros, donde cayó ante el finalmente ganador del torneo, Yevgeny Kafelnikov, por 7-6 (7-4), 6-0 y 6-2. En cuartos de final había derrotado al doble ganador del torneo (1992 y 1993), el también estadounidense Jim Courier, por 6-7, 4-6, 6-4, 6-4 y 6-4.
En 1997 ganó su cuarto título en el Campeonato de Wimbledon y también su cuarto trofeo en el ATP Tour World Championships en Hannover. En 1998, Sampras se convirtió en el primer jugador de la historia en terminar el año como número uno del mundo por seis años consecutivos (Jimmy Connors lo había logrado cinco veces seguidas). Logró cuatro títulos, todos en superficies diferentes. Derrotó al croata Goran Ivanišević en la final de Wimbledon, consiguiendo así su quinta corona de Wimbledon y su decimoprimera de Grand Slam.
En 1999, Sampras conquistó su sexto Wimbledon ante Andre Agassi, además de otros cuatro títulos. Este año marcó los primeros problemas físicos importantes del estadounidense que lo obligaron a recuperarse por dos meses y, tras permanecer inactivo, cayó a la tercera posición del ranking. Obtuvo su quinto torneo del ATP Tour World Championships luego de derrotar en la final a Agassi, quien lo había derrotado previamente en la fase de round robin.
En 2000, en una temporada de lesiones y malos resultados, triunfó nuevamente en Wimbledon, venciendo en la final a Patrick Rafter en cuatro sets, obteniendo así su séptima corona de Wimbledon y superando el récord de más títulos de Grand Slam de Roy Emerson, quien tenía trece. Fue eliminado del Abierto de Estados Unidos ante el joven Marat Safin y terminó dentro del top 3 en el ranking por noveno año consecutivo. En 2001, aunque había ganado cincuenta y seis de sus últimos cincuenta y siete encuentros en Wimbledon, fue derrotado por Roger Federer (quien en ese entonces tenía diecinueve años y ocupaba la decimoquinta posición en el ranking) por 7-6, 5-7, 6-4, 6-7 y 7-5. En 2002 alcanzó su decimocuarto título de Grand Slam tras ganar su quinto Abierto de los Estados Unidos. Después de no competir durante 12 meses, se retiró oficialmente el 25 de agosto del siguiente año en una ceremonia organizada por el Abierto de los Estados Unidos. En 2005 la revista Tennis lo eligió como el mejor tenista de todos los tiempos.
Sampras jugó su primer partido después del retiro en una exhibición ante Robby Ginepri en Houston en 2006, antes de desarrollarse el torneo ATP de esa ciudad. Al finalizar la temporada de tenis 2007, Sampras se embarcó en una gira de exhibiciones por Asia en donde jugó tres partidos contra el entonces número uno del mundo, Roger Federer, en las ciudades de Seúl, Kuala Lumpur y Macao. Tras perder en Seúl y Kuala Lumpur (en esta última por un doble 7-6), Sampras, con cinco años de inactividad como profesional, sorprendió a todos al superar a Federer en Macao por 7-6 y 6-4, dejando una excelente imagen en la gira. Federer dijo en conferencia de prensa que si Sampras siguiera jugando profesionalmente, se encontraría entre los cinco mejores del mundo. En 2008, jugó una gran exhibición ante el alemán Tommy Haas (26.º del mundo) previo al Torneo de San José y lo derrotó con un cómodo 6-4 y 6-2. El 10 de marzo tuvo una nueva exhibición ante Federer, esta vez en el mítico Madison Square Garden de Nueva York, siendo derrotado por el tenista suizo en esta ocasión.

## Estilo de juego
Posiblemente para los amantes del tenis clásico, lo más sorprendente es que Sampras fue un jugador "moldeado" al tipo de tenis que era jugado predominantemente en los años sesenta y setenta, reivindicando este estilo de juego en plenos años noventa.
Su golpe plano de derecha o "forehand" era realizado desde el fondo de la pista con una empuñadura cerrada tradicional conocida como "eastern" y gracias al mismo conseguía puntos ganadores de "groundstrokes" y "passing shots" muy profundos y potentes. De allí salió el apodo "Pistol Pete", cuando ejecutando su "running forehand" parecía desenfundar una pistola en un duelo al estilo de un cowboy cuando lo preparaba antes de su ejecución. En este golpe, Sampras (a diferencia de los golpes actuales) imprimía el efecto de "top spin" al final o en el "follow through", muy parecido a los "drives" de jugadores clásicos como Jimmy Connors y Chris Evert. El tenis actual utiliza mayoritariamente empuñaduras entre los estilos "semi-western" y "western" que en el caso de esta última se aplica con la muñeca completamente abierta e invertida para imprimir un extra efecto de rotación sobre la pelota desde el comienzo del golpe obteniendo un "heavy top spin" muy afín para jugadores de canchas lentas como las de arcilla, polvo de ladrillo o tierra batida como lo fueron los especialistas Thomas Muster y Sergi Bruguera.
Otra faceta de su juego era tener un juego agresivo, natural, creativo, y lleno de toque de servicio y volea muy apegado a los libros clásicos de enseñanza de tenis y que perfeccionó mucho gracias a los consejos de su compañero de dobles en el equipo Copa Davis de Estados Unidos, John McEnroe.

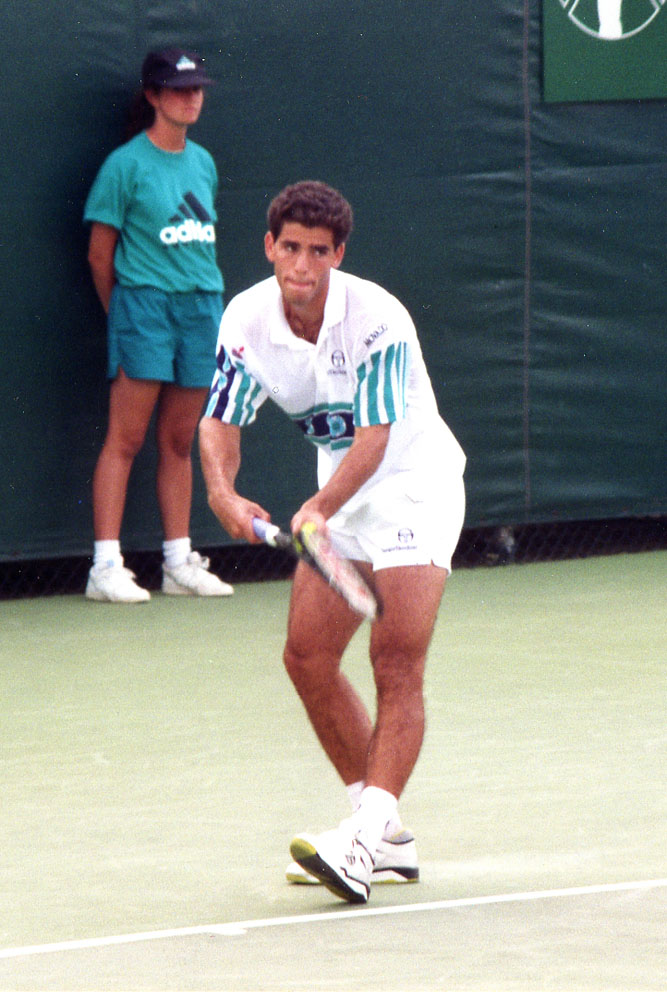
Sampras al servicio en el Masters de Cincinnati de 1992

Su potente, variado y natural servicio permitía utilizar prácticamente todos los efectos posibles que se pueden ejecutar sobre una pelota de tenis tales como: "kick, american twist, flat y, slice" que resultaba ser devastador ya que alcanzaba 135 millas por hora y que es estudiado hasta el día de hoy en sus aspectos mecánicos y técnicos.
En cuanto a su revés o "back hand" de "top spin" también utilizaba una empuñadura "eastern" y para su revés cortado o de "slice" usaba la clásica "continental". En el caso del revés de "top spin" copió casi totalmente su golpe del mismo Ivan Lendl, considerado por muchos como uno de los mejores reveses de la historia, cuando entrenaba junto a él y Petr Korda en su etapa de júnior. La única diferencia era que Lendl usaba una empuñadura "continental" en ese golpe.
Su marca personal fue el remate volador "smash flying" o "jumping smash", que siempre levantaba a los aficionados de la butaca por su espectacularidad después de rematar un globo o "lob" del adversario.
Su juego no tenía ninguna fisura en canchas rápidas como la grama, césped, duela o moqueta y canchas duras de cemento. En cambio, en canchas lentas como la arcilla, su juego no tenía la misma ventaja en cuanto a que su servicio no era tan decisivo. Además, en el "back side" tenía problemas en neutralizar el "kick up" de la pelota resultante de golpes pesados de "top spin", lo cual lo obligaba en muchas ocasiones a pegar la pelota con su revés de una forma defensiva que alcanzaba únicamente en dejar la pelota el centro de la cancha del oponente con poca profundidad. Muestra de esto es que no llegó a ninguna final de Roland Garros, Montecarlo ni Hamburgo. A pesar de todos los datos descritos anteriormente, en 1994 logró ganar el Masters de Roma y en 1996 consiguió vencer a dos excampeones de Roland Garros, Sergi Bruguera y Jim Courier. Visiblemente cansado después de disputar tres partidos seguidos de cinco sets, perdió en la semifinal con Yevgueni Káfelnikov, a la postre campeón del torneo.
A pesar de sus deficiencias en canchas de arcilla su juego es considerado como uno de los más completos de la historia de este deporte, ya que en canchas duras Sampras podía realizar prácticamente todos los golpes posibles y conocidos a la perfección en situaciones de alto riesgo y presión. Además era capaz de ganar un partido jugando tanto desde el fondo de la pista variando alternativamente con ataques ocasionales en la red o, por el contrario, sirviendo y voleando en la red prácticamente todo un partido.
En el juego mental y táctico fue creciendo en el transcurrir de sus años de carrera, mostrando determinación y coraje en momentos cruciales cuando pudo superar situaciones, rivales y marcadores muy adversos. Por ejemplo, estar dos sets abajo desde el comienzo de un juego, ganar partidos en condiciones muy difíciles como tener que jugar en las lentas, húmedas y hostiles canchas de arcilla, sentirse muy deprimido debido al cáncer terminal diagnosticado de su entrenador por ese entonces Tim Gullikson y por último estar enfermo o disminuido notablemente en el aspecto físico. Esto lo pueden testimoniar las recordadas y resonantes victorias frente a Jim Courier en medio de lágrimas en los cuartos de final del Abierto de Australia 1995, contra Alex Corretja sobreponiéndose a vómitos en los cuartos de final del Abierto de Estados Unidos 1996, frente a Andrei Chesnokov en 1995 durante la final de Copa Davis a pesar de sufrir calambres y la forma tan contundente y con autoridad que lo logró obtener su último Grand Slam en su carrera el Abierto de Estados Unidos de 2002, cuando gran parte de la prensa deportiva internacional lo criticaba por su bajo rendimiento y clamaban por su retiro inmediato.
Como curiosidad, cabe señalar que Sampras desde muy joven asistía en un proyector de cintas antiguas de películas para la enseñanza de tenis en blanco y negro de los años cincuenta de Jack Kramer, siguiendo sus consejos tácticos de cómo jugar.
Algunos de los más conocedores especialistas de este deporte, como Bud Collins, plantearon que aún podría ser considerado el mejor de la historia aunque Federer, Nadal y Djokovic lo superen en el número de Grand Slam ganados debido a la generación de tenistas tan numerosa y talentosa en todas las superficies que enfrentó en su época y lograr sobresalir tan brillantemente. La gran mayoría de estos rivales ya forman parte del salón de la fama en Newport por sus aportaciones a este deporte.

## Vida privada
El 30 de septiembre de 2000, Sampras se casó con la actriz Bridgette Wilson, con la que tiene dos hijos: Christian Charles y Ryan Nikolaos.
Sampras sufre de talasemia, una enfermedad hereditaria que le causa anemia.
Su actitud ante la prensa y el mundo es muy cauta, por lo que ha recibido críticas por su falta de carisma.[cita requerida]
Sampras era fanático del equipo de baloncesto Los Angeles Lakers.

## Clasificación histórica
| Torneo                                          | 1988  | 1989     | 1990     | 1991     | 1992  | 1993     | 1994     | 1995     | 1996  | 1997     | 1998     | 1999     | 2000  | 2001     | 2002     | Carrera SR  | Carrera V/D |
| ----------------------------------------------- | ----- | -------- | -------- | -------- | ----- | -------- | -------- | -------- | ----- | -------- | -------- | -------- | ----- | -------- | -------- | ----------- | ----------- |
| Torneos de Grand Slam                           |       |          |          |          |       |          |          |          |       |          |          |          |       |          |          |             |             |
| Abierto de Australia                            | A     | 1R       | 4R       | A        | A     | SF       | G        | F        | 3R    | G        | CF       | A        | SF    | 4R       | 4R       | 2 / 11      | 45–9        |
| Torneo de Roland Garros                         | A     | 2R       | A        | 2R       | CF    | CF       | CF       | 1R       | SF    | 3R       | 2R       | 2R       | 1R    | 2R       | 1R       | 0 / 13      | 24–13       |
| Campeonato de Wimbledon                         | A     | 1R       | 1R       | 2R       | SF    | G        | G        | G        | CF    | G        | G        | G        | G     | 4R       | 2R       | 7 / 14      | 63–7        |
| US Open                                         | 1R    | 4R       | G        | CF       | F     | G        | 4R       | G        | G     | 4R       | SF       | A        | F     | F        | G        | 5 / 14      | 71–9        |
| SR                                              | 0 / 1 | 0 / 4    | 1 / 3    | 0 / 3    | 0 / 3 | 2 / 4    | 2 / 4    | 2 / 4    | 1 / 4 | 2 / 4    | 1 / 4    | 1 / 2    | 1 / 4 | 0 / 4    | 1 / 4    | 14 / 52     | 203–38      |
| Victorias - Derrotas                            | 0–1   | 4–4      | 10–2     | 6–3      | 15–3  | 23–2     | 21–2     | 20–2     | 18–3  | 19–2     | 17–3     | 8–1      | 18–3  | 13–4     | 11–3     | 14 / 52     | 203–38      |
| Year-End Championship                           |       |          |          |          |       |          |          |          |       |          |          |          |       |          |          |             |             |
| ATP Tour World Championship/ Tennis Masters Cup | A     | A        | RR       | G        | SF    | F        | G        | SF       | G     | G        | SF       | G        | SF    | A        | A        | 5 / 11      | 35–14       |
| Representación Nacional                         |       |          |          |          |       |          |          |          |       |          |          |          |       |          |          |             |             |
| Juegos Olímpicos                                | A     | Not Held | Not Held | Not Held | 3R    | Not Held | Not Held | Not Held | A     | Not Held | Not Held | Not Held | A     | Not Held | Not Held | 0 / 1       | 2–1         |
| Copa Davis                                      | A     | A        | A        | F        | G     | A        | SF       | G        | A     | F        | A        | CF       | SF    | A        | SF       | 2 / 8       | 15–8        |
| Super 9 / ATP Masters Series                    |       |          |          |          |       |          |          |          |       |          |          |          |       |          |          |             |             |
| Indian Wells                                    | NS9   | NS9      | 2R       | A        | 3R    | 3R       | G        | G        | CF    | 2R       | 3R       | 2R       | CF    | F        | SF       | 2 / 12      | 27–10       |
| Miami                                           | NS9   | NS9      | CF       | 2R       | CF    | G        | G        | F        | SF    | SF       | 3R       | CF       | G     | 3R       | 3R       | 3 / 13      | 42–9        |
| Montecarlo                                      | NS9   | NS9      | A        | A        | 2R    | A        | A        | 2R       | A     | 2R       | 3R       | A        | A     | A        | A        | 0 / 4       | 1–4         |
| Roma                                            | NS9   | NS9      | A        | 2R       | CF    | SF       | G        | 1R       | A     | 1R       | 3R       | 2R       | A     | 1R       | 1R       | 1 / 10      | 17–9        |
| Hamburgo                                        | NS9   | NS9      | A        | 3R       | A     | A        | A        | SF       | A     | A        | A        | A        | 2R    | 1R       | 1R       | 0 / 5       | 5–5         |
| Toronto / Montreal                              | NS9   | NS9      | SF       | 2R       | A     | 3R       | A        | F        | A     | A        | CF       | A        | CF    | A        | 3R       | 0 / 7       | 15–7        |
| Cincinnati                                      | NS9   | NS9      | 3R       | F        | G     | SF       | A        | CF       | CF    | G        | F        | G        | 3R    | 2R       | 2R       | 3 / 12      | 36–9        |
| Estocolmo / Stuttgart / Essen                   | NS9   | NS9      | SF       | CF       | SF    | 2R       | SF       | SF       | F     | 3R       | SF       | A        | A     | CF       | A        | 0 / 10      | 23–10       |
| París                                           | NS9   | NS9      | 3R       | F        | 2R    | CF       | CF       | G        | 2R    | G        | F        | 3R       | A     | A        | A        | 2 / 10      | 24–7        |
| Estadísticas de su carrera                      |       |          |          |          |       |          |          |          |       |          |          |          |       |          |          |             |             |
| Año                                             | 1988  | 1989     | 1990     | 1991     | 1992  | 1993     | 1994     | 1995     | 1996  | 1997     | 1998     | 1999     | 2000  | 2001     | 2002     | Carrera     | Victorias % |
| Torneos jugados                                 | 9     | 19       | 22       | 20       | 21    | 23       | 18       | 21       | 17    | 18       | 22       | 13       | 12    | 15       | 16       | 266         | 266         |
| Títulos totales                                 | 0     | 0        | 4        | 4        | 5     | 8        | 10       | 5        | 8     | 8        | 4        | 5        | 2     | 0        | 1        | 64          | 64          |
| Finales                                         | 0     | 0        | 0        | 4        | 2     | 1        | 2        | 4        | 1     | 0        | 3        | 0        | 2     | 4        | 1        | 24          | 24          |
| Pista dura V-D                                  | 8–7   | 13–10    | 27–8     | 25–7     | 25–5  | 43–6     | 37–3     | 37–6     | 46–4  | 35–5     | 30–10    | 23–5     | 28–7  | 26–10    | 20–8     | 423–101     | 81%         |
| Hierba V-D                                      | 0–0   | 2–2      | 6–2      | 5–3      | 7–2   | 7–1      | 11–1     | 12–0     | 4–1   | 8–1      | 8–1      | 12–0     | 11–1  | 6–2      | 2–3      | 101–20      | 84%         |
| Carpeta V-D                                     | 2–2   | 1–4      | 18–6     | 19–6     | 18–4  | 21–5     | 17–6     | 16–5     | 10–3  | 10–2     | 14–3     | 1–0      | 1–1   | 0–0      | 0–0      | 148–47      | 76%         |
| Tierra Batida V-D                               | 0–1   | 2–3      | 0–1      | 3–3      | 22–8  | 14–4     | 12–2     | 7–5      | 5–3   | 2–4      | 9–3      | 4–3      | 2–4   | 3–4      | 5–6      | 90–54       | 63%         |
| Total V-D                                       | 10–10 | 18–19    | 51–17    | 52–19    | 72–19 | 85–16    | 77–12    | 72–16    | 65–11 | 55–12    | 61–17    | 40–8     | 42–13 | 35–16    | 27–17    | 762–222     | 762–222     |
| Victorias %                                     | 50%   | 49%      | 75%      | 73%      | 79%   | 84%      | 87%      | 82%      | 86%   | 82%      | 78%      | 83%      | 76%   | 69%      | 61%      | 77%         | 77%         |
| Ranking                                         | 97    | 81       | 5        | 6        | 3     | 1        | 1        | 1        | 1     | 1        | 1        | 3        | 3     | 10       | 13       | $43,280,489 | $43,280,489 |